# Geleitzug HX 90
Der Geleitzug HX 90 war ein alliierter Geleitzug der HX-Geleitzugserie zur Versorgung Großbritanniens im Zweiten Weltkrieg. Er fuhr am 21. November 1940 in Halifax ab und traf am 5. Dezember in Liverpool ein. Die Alliierten verloren durch deutsche U-Boote neun Frachtschiffe mit 52.817 BRT.

## Zusammensetzung und Sicherung

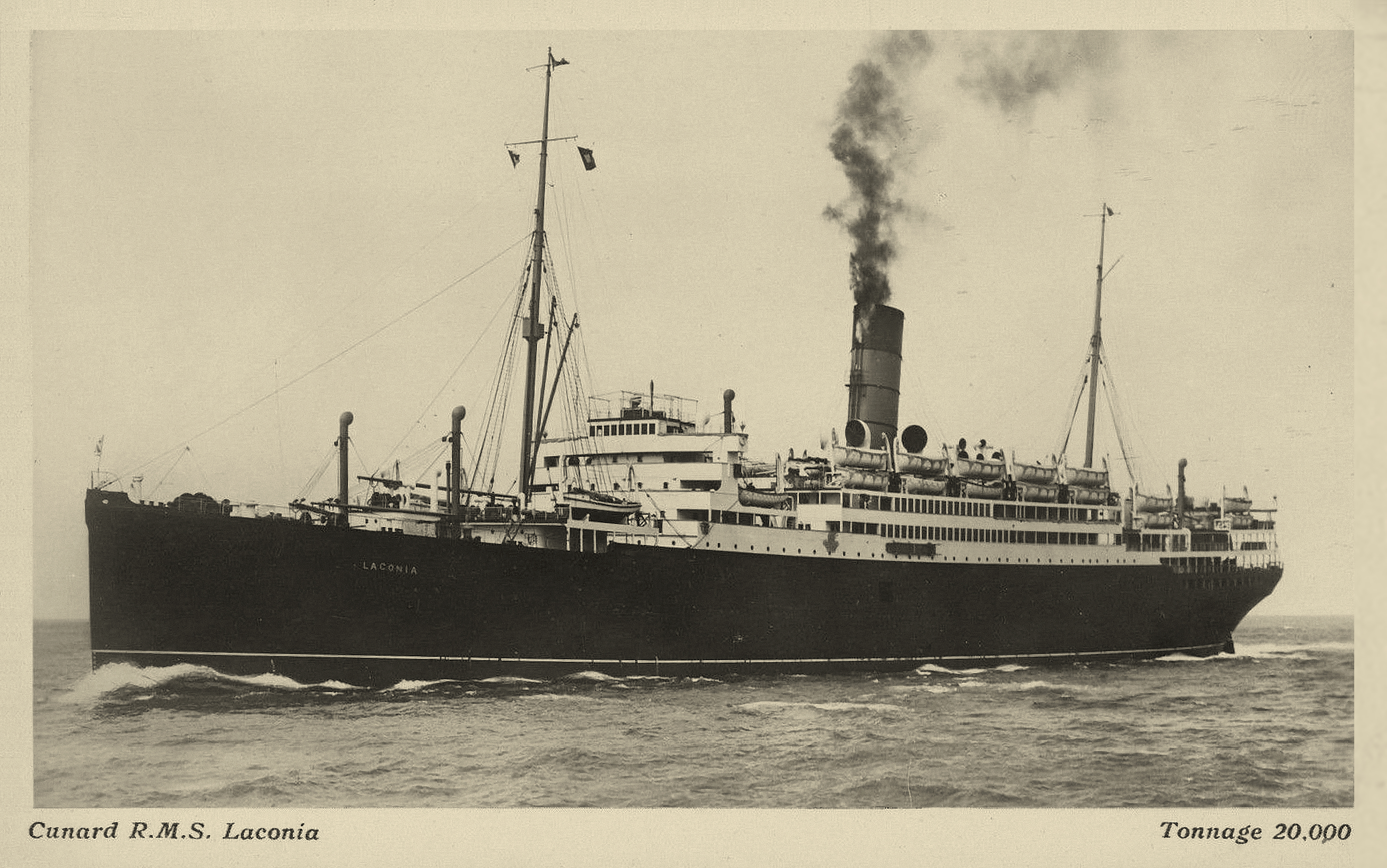
Hilfskreuzer Laconia

Der Geleitzug HX 90 setzte sich aus 41 Frachtschiffen zusammen. Am 21. November 1940 verließen sie Halifax (Lage) in Richtung Liverpool (Lage). Kommodore des Konvois war Rear Admiral V P Alleyne, der sich auf der Botavon eingeschifft hatte. Beim Auslaufen sicherten der kanadische Zerstörer Assiniboine und die Korvetten French und Windflower den Konvoi für ein bis zwei Tage.
Für die eigentliche Atlantiküberquerung stand lediglich der britische Hilfskreuzer Laconia zum Schutz des Konvois zur Verfügung. Am 2. Dezember löste eine lokale Eskorte, bestehend aus dem britischen Zerstörer Viscount, der britischen Korvette Gentian sowie der britischen Sloop Folkestone den Hilfskreuzer ab. Am 5. Dezember kam noch die britische Korvette Vanquisher dazu.
| Name           | Flagge                 | Vermessung in BRT | Verbleib                                      |
| -------------- | ---------------------- | ----------------- | --------------------------------------------- |
| Alhama         | Vereinigtes Königreich | 1.352             |                                               |
| Appalachee     | Vereinigtes Königreich | 8.826             | am 2. Dezember von U 101 versenkt (Lage)      |
| Appledore      | Vereinigtes Königreich | 5.218             |                                               |
| Arosa          | Norwegen               | 5.043             |                                               |
| Botavon        | Vereinigtes Königreich | 5.848             |                                               |
| British Prince | Vereinigtes Königreich | 4.879             |                                               |
| Conch          | Vereinigtes Königreich | 8.376             | am 3. Dezember von U 99 versenkt (Lage)       |
| Corbis         | Vereinigtes Königreich | 8.132             |                                               |
| Dunsley        | Vereinigtes Königreich | 3.862             |                                               |
| Empire Kite    | Vereinigtes Königreich | 7.965             |                                               |
| Empire Puma    | Vereinigtes Königreich | 7.777             |                                               |
| Goodleigh      | Vereinigtes Königreich | 5.448             | am 2. Dezember von U 52 versenkt (Lage)       |
| Grangepark     | Vereinigtes Königreich | 5.132             |                                               |
| Hannington     | Vereinigtes Königreich | 5.449             |                                               |
| Harpefjell     | Norwegen               | 1.333             |                                               |
| Inger          | Norwegen               | 1.409             |                                               |
| Jersey         | Vereinigtes Königreich | 4.986             |                                               |
| Kavak          | Vereinigtes Königreich | 2.782             | am 2. Dezember von U 101 versenkt (Lage)      |
| Lady Glanely   | Vereinigtes Königreich | 5.497             | am 2. Dezember von U 101 versenkt (Lage)      |
| Loch Ranza     | Vereinigtes Königreich | 4.958             |                                               |
| Magician       | Vereinigtes Königreich | 5.105             |                                               |
| Modavia        | Vereinigtes Königreich | 4.858             |                                               |
| Neuralia       | Vereinigtes Königreich | 9.182             |                                               |
| Penrose        | Vereinigtes Königreich | 4.393             |                                               |
| Quebec City    | Vereinigtes Königreich | 4.745             |                                               |
| Rajahstan      | Vereinigtes Königreich | 6.391             |                                               |
| Rookley        | Vereinigtes Königreich | 4.998             |                                               |
| Ruahine        | Vereinigtes Königreich | 10.832            |                                               |
| San Alvaro     | Vereinigtes Königreich | 7.385             |                                               |
| Solarium       | Vereinigtes Königreich | 6.239             |                                               |
| Stad Amsterdam | Niederlande            | 3.780             |                                               |
| Stad Maasluis  | Niederlande            | 6.541             |                                               |
| Stirlingshire  | Vereinigtes Königreich | 6.022             | am 2. Dezember von U 94 versenkt (Lage)       |
| Tai Yin        | Norwegen               | 7.077             |                                               |
| Tasso          | Vereinigtes Königreich | 1.586             | am 2. Dezember von U 52 versenkt (Lage)       |
| Ulysses        | Niederlande            | 2.666             |                                               |
| Victoria City  | Vereinigtes Königreich | 4.739             |                                               |
| Ville d'Arlon  | Belgien                | 7.555             | am 2. Dezember von U 47 versenkt (Lage)       |
| W Hendryk      | Vereinigtes Königreich | 4.360             | am 3. Dezember durch I./KG 40 versenkt (Lage) |
| Wilhelmina     | Niederlande            | 6.725             | am 2. Dezember von U 94 versenkt (Lage)       |

## Verlauf
Die deutschen U-Boote U 47, U 103 und U 43 als Wetterbeobachtungsboote und U 52, U 94, U 95, U 101, U 140 und U 99 operierten am 1. Dezember 1940 westlich des Nordkanals im Nordatlantik, als U 101 den Geleitzug sichtete. Zu diesem Zeitpunkt verließ das einzige Sicherungsschiff, der britische Hilfskreuzer Laconia den Konvoi. Da die lokale Eskorte die die Sicherung übernehmen sollte, noch nicht da war, mussten die Frachtschiffe ohne Sicherung weiter fahren. In der Nacht zum 2. Dezember griffen die U-Boote U 47, U 52 und U 101 an. Dabei versenkte U 101 mit Torpedos den mit Flugbenzin beladenen britischen Tanker Appalachee (7 Tote) und die Frachter Kajak (Bauxit, 25 Tote) und Lady Glanely (Weizen, Holz, 33 Tote) und beschädigte die Loch Ranza. U 47 versenkte den belgischen Frachter Ville d'Arlon (56 Tote) und beschädigt den britischen Tanker Conch, während es die britische Dunsley mit dem 8,8-cm-Geschütz beschädigte.  U 52 torpedierte und versenkte die britische Tasso (5 Tote) und die Goodleigh (Bauholz, 1 Toter). Als am frühen Morgen des 2. Dezember die lokale Eskorte eintraf griff diese das italienische U-Boot Tarantini ohne Erfolg mit Wasserbomben an. Währenddessen traf U 95 die schon beschädigte Conch mit einem Torpedo ohne das diese unterging. Bei aufgehenden Sonnenlicht ging die Fühlung zum Geleitzug verloren. Auch Seeaufklärungsflugzeugen vom Typ Blohm & Voss BV 138 der Küstenfliegergruppe 406 und vom Typ Focke-Wulf Fw 200 der I. Gruppe des Kampfgeschwaders 40 gelang es nicht ihn zu finden. Erst am Nachmittag des 2. Dezember nahm U 94 wieder Fühlung auf und versenkte am späten Abend die britische Stirlingshire und die niederländische Wilhelmina (5 Tote) während die niederländische W. Hendrik vorerst nur beschädigt wurde. Am Vormittag des 3. Dezember bombte und versenkte eine Fw 200 der I./KG 40 die W. Hendryk (Stahl, Bauholz) während U 99 noch die ebenfalls schon beschädigte Conch zerstörte. Am 5. Dezember traf der Konvoi in Liverpool ein. Insgesamt wurden neun Schiffe mit 52.817 BRT versenkt.